# Taizhou City Commercial Bank

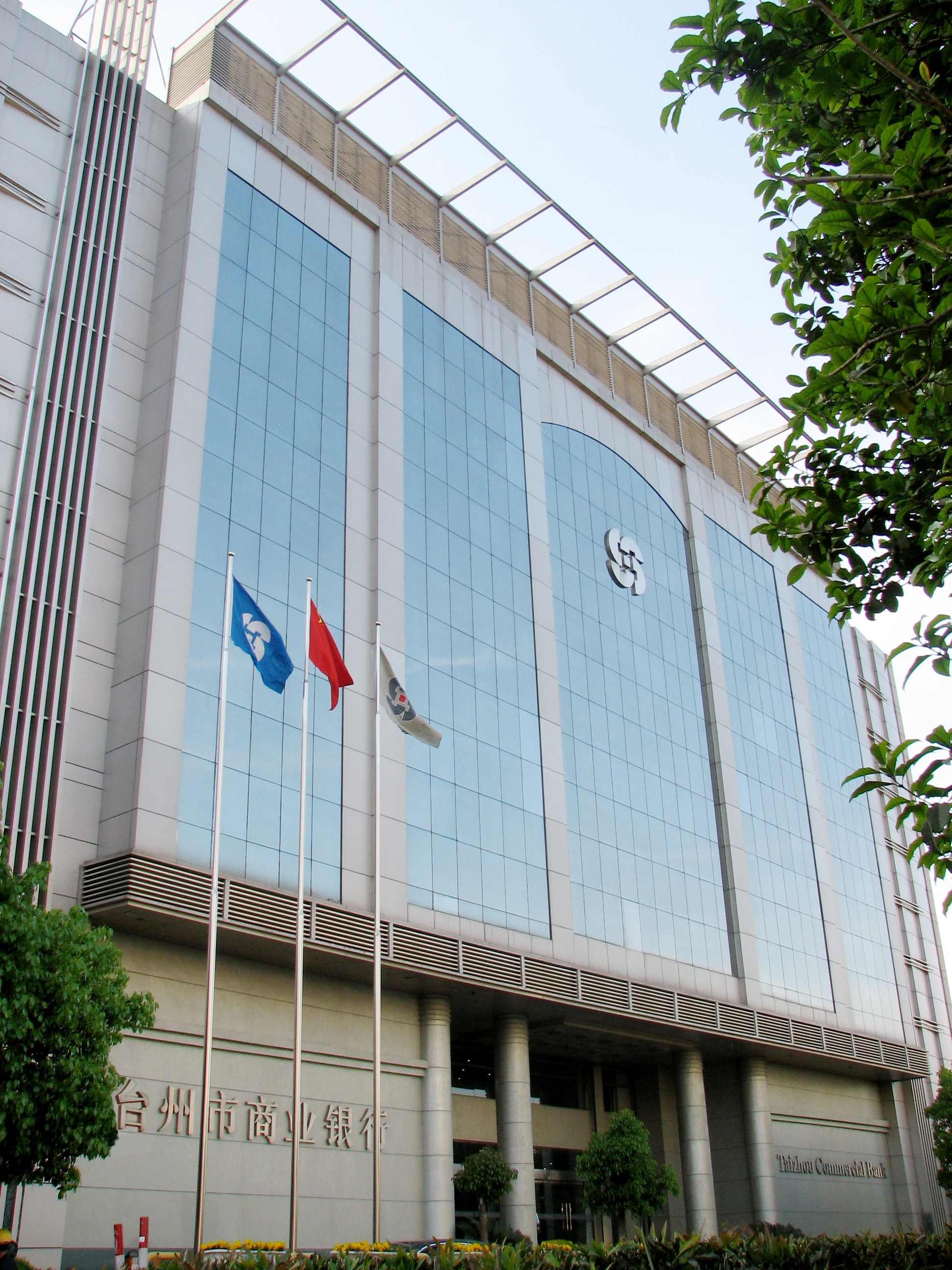
Hauptgeschäftsstelle der Taizhou City Commercial Bank

Die Taizhou City Commercial Bank (TZCB) aus Taizhou in der Provinz Zhejiang, China, entstand am 13. März 2003 aus einem Zusammenschluss von acht lokalen Kreditkooperativen und ist die größte von insgesamt drei lokalen Geschäftsbanken in der Region.
Im Gegensatz zur Mehrzahl der Wettbewerber im chinesischen Bankenmarkt agiert die TZCB aufgrund eines staatlichen, gesetzlich vorgeschriebenen Minderheitenanteils von lediglich 5 % unabhängig von politischer Einflussnahme. Insgesamt 40 % der Unternehmensanteile werden von industriellen Investoren, darunter mit jeweils 10 % die China Merchant Bank und die Geely Automotive Group, gehalten. Die Ping An Versicherungsgruppe hält 15 % der Aktien.
Im Dezember 2005 wurden die TZCB und die Baotou Commercial Bank (Innere Mongolei) die ersten Partnerbanken im „Chinese Commercial Financing Project for Sustainable Micro System Enterprises“, einem Microfinanz-Projekt aus einer Kooperation zwischen der World Bank, China Development Bank und Kreditanstalt für Wiederaufbau (KfW).
Mit einem Anteil von 30 % der gesamten Geschäftsaktivitäten hat das Mikrofinanzgeschäft seitdem einen entscheidenden Anteil am Unternehmenserfolg der letzten Jahre.
Der Anteil an notleidenden Krediten lag zum Ende des 3. Quartals 2009 mit 0,4 % vom Gesamtkreditvergabevolumen deutlich unter dem landesweiten Durchschnitt.
In einer 2007 von der KPMG Unternehmensberatung veröffentlichten Analyse von 100 chinesischen Geschäftsbanken, belegte die TZCB den zwölften Platz. 2008 belegte sie zudem den dritten Platz im „Comprehensive competitiveness rank of national city commercial banks“, durchgeführt vom chinesischen Finanzmagazin „The Banker“.